# プロスタグランジン
プロスタグランジン (prostaglandin, PG) は、プロスタン酸骨格をもつ一群の生理活性物質。アラキドン酸から生合成されるエイコサノイドの 1 つで、様々な強い生理活性を持つ。プロスタグランジンとトロンボキサンを合わせてプロスタノイドという。

## 発見
1933年にモーリス・ウォルター・ゴールドブラットがヒトの精漿内に、1934年にウルフ・スファンテ・フォン・オイラーが羊の精嚢腺に平滑筋を収縮させる生理活性物質が含まれていることを発見し、1936年に初めて精液中から分離された。当時は前立腺 (prostate gland) 由来であると考えられたために prostaglandin と名付けられた。

## 化学構造

プロスタン酸の構造式

プロスタグランジンE_{1} (PGE_{1}) の構造式

プロスタグランジン (PG) 類の化学構造は全てプロスタン酸（右図）を共通の基本骨格として有しており、五員環部分に結合する官能基や二重結合の有無によりA-J群に分けられ、側鎖部分の二重結合数により1-3群に区別され、これらの組み合わせによりプロスタグランジンの命名が行われる。例えばPGE1は五員環部分の9位にオキソ基と11位にヒドロキシル基、側鎖部分の13位に二重結合を1つ有するものである。

## 合成

必須脂肪酸の代謝経路とエイコサノイドの形成

プロスタグランジンは人間の様々な組織や器官で認められる。まず、ホスホリパーゼA2によって細胞質内にアラキドン酸が遊離される。アラキドン酸にシクロオキシゲナーゼ (COX) が作用すると、アラキドン酸カスケードに入りプロスタグランジンG2 (PGG2) が合成され、その後プロスタグランジン又はトロンボキサン系が合成される。アラキドン酸にリポキシゲナーゼが作用するとロイコトリエン合成系に入り、ロイコトリエンが合成される。
PGG2からは、プロスタグランジンまたはトロンボキサンが合成される。1969年にコーリーがプロスタグランジン類の全合成を完了した。
NSAIDsはシクロオキシゲナーゼ活性を阻害し、アラキドン酸からのPGH2合成を阻害し、プロスタグランジンとトロンボキサン合成を抑制する。
アスピリンの抗炎症作用はプロスタグランジンの生合成抑制機能による。

## プロスタグランジンの種類と主な作用
- PGA：血圧低下作用のみ
- PGB：血圧低下作用のみ
- PGC：血圧低下作用のみ
- PGD2：血小板凝集作用・睡眠誘発作用（PDD受容体）。
- PGE1：動脈管開存作用、子宮収縮作用。
- PGE2
  - 平滑筋収縮作用（EP受容体EP1サブタイプ）
  - 末梢血管拡張作用（EP受容体EP2サブタイプ）
  - 発熱・痛覚伝達作用（EP受容体EP3サブタイプ）
  - 骨新生・骨吸収作用（EP受容体EP4サブタイプ）。
- PGF2α：黄体退行・平滑筋（子宮・気管支・血管）収縮作用（FP受容体）。畜産においては繁殖に利用される。
- PGG：血圧低下作用・血小板凝集作用・眼圧降下作用
- PGH2：血小板凝集作用
- PGI2：血管拡張作用・血小板合成阻害作用（IP受容体）。
- PGJ：抗腫瘍作用のみ